# ナカオメ
ナカオメ（Nacaome）は、ホンジュラス バジェ県の中心都市である。都市の中心はナカオメ川沿いにある。人口は約13.931人（2001年現在）。

## 歴史
ナカオメの歴史はスペインの侵略より前にさかのぼる。かつてチョルラス族とチャパラスティク族は互いに交戦していたが、やがて両族ともその戦いに疲弊し、互いの領土の真ん中にあたるナカオメ川（彼らの名前で「チャプラパ川」）の西岸に新たな街を建設しそこに両族の者が住むことで和解した。その際建設されたのがナカオメである。ナカオメは彼らの言葉で「2つの民族の協調」という意味である。
2005年、ナカオメはハリケーン・スタンの被害を受けた。